# Nguyễn Đình Bắc
Nguyễn Đình Bắc (Vinh, 19 de agosto de 2004) es un futbolista vietnamita que juega en la demarcación de portero para el Quang Nam FC de la V.League 1.

## Selección nacional
Hizo su debut con la selección absoluta de Vietnam el 10 de octubre de 2023 en un encuentro amistoso contra China que finalizó con un resultado de 2-0 a favor del combinado chino tras los goles de Wu Lei y Wang Qiuming.

## Clubes
| Club         | País    | Año   | Partidos | Goles |
| ------------ | ------- | ----- | -------- | ----- |
| Quang Nam FC | Vietnam | 2022- | 29       | 11    |